# Final Fantasy I and II: Dawn of Souls
 (avril 2008).
Si vous disposez d'ouvrages ou d'articles de référence ou si vous connaissez des sites web de qualité traitant du thème abordé ici, merci de compléter l'article en donnant les références utiles à sa vérifiabilité et en les liant à la section « Notes et références ».
Final Fantasy I and II: Dawn of Souls est une réédition sur Game Boy Advance des deux premiers jeux vidéo de la série Final Fantasy (Final Fantasy I et Final Fantasy II), initialement sorti sur Nintendo Entertainment System. Sortie au Japon sous le nom de Final Fantasy I + II Advance, elle est globalement similaire à la précédente réédition sur PlayStation, Final Fantasy I and II: Premium Package.

## Contenu et fidélité à l'original
Les deux jeux sont fidèles aux versions originales NES et cette compilation, graphiquement similaire à l'adaptation sur WonderSwan Color, contient aussi le Bestiaire, qui permet au joueur de voir les images et les statistiques des ennemis qu'il a vaincus dans les deux jeux, ce qui est apparu pour la première fois dans la compilation sur Playstation.
Cependant, il manque la possibilité de choisir entre un mode facile et un mode normal, ce qui était le cas dans Final Fantasy I and II: Premium Package, et non dans l'original. Beaucoup de testeurs se sont plaints que le premier jeu était par défaut "facile", par conséquent les Guerriers de la Lumière augmentent beaucoup plus facilement de niveau, et les ennemis sont plus faciles à vaincre, surtout en comparaison avec l'original NES. Beaucoup d'objets sont moins chers, l'équipe commence avec plus d'argent, et vaincre les ennemis apporte plus de butins. D'autres testeurs ont bien accueilli le niveau de difficulté réduit, disant que le haut niveau de difficulté (surtout en comparaison avec d'autres titres) était sa principale faiblesse.

## Autres modifications et bonus
D'autres changements ont été introduits par l'adaptation sur Game Boy Advance:
- Le système de magie utilisé dans les versions originales, où les Guerriers de la Lumière n'étaient capables que de lancer un nombre fixé de sorts d'un certain niveau, a été remplacé par les points de magie standards (MP) utilisés dans les jeux récents. Cependant, certains sorts sont toujours restreints aux Guerriers de la Lumière au-dessus d'un certain niveau.
- L'intelligence a maintenant plus d'influence dans les conséquences des sorts offensifs.
- Dans la version NES, si l'on demandait à un Guerrier de la Lumière d'attaquer un ennemi qui était déjà mort, le coup était inefficace. Le jeu sur WonderSwan Color offrait la possibilité au joueur de maintenir ce type de combat ou d'adopter un autre type dans lequel les attaques étaient redirigées sur un autre ennemi. La Game Boy Advance a forcé ce changement, les coups inefficaces ne se produisant plus.
- Le Voleur et le Moine sont maintenant plus puissants. Le Mage Rouge est moins puissant.
- Un système de "profils". La cartouche permet trois fichiers de sauvegarde, incluant le remplissage du Bestiaire.
- Pour les besoins d'une console de jeu portable, le système des points de sauvegarde (où le joueur ne peut sauver que dans une auberge) a été abandonné au profit de pouvoir sauvegarder à n'importe quel point du jeu.
- Beaucoup d'ennemis ont plus de HP.
- Il est possible de déverrouiller un lecteur de musique en terminant Final Fantasy I et Final Fantasy II. Toutes les musiques des deux jeux sont accessibles par ce mode.

Final Fantasy I contient aussi quatre donjons bonus inaccessible dans les autres éditions, connu sous le nom des donjons "Soul of Chaos". Ces donjons sont accessibles en restaurant l'éclat des cristaux en vainquant chacun des démons des Éléments, il y a un donjon pour chaque démon, et chaque donjon contient quatre boss d'autres jeu, par exemple le Donjon du Feu contient les Seigneurs des Éléments de Final Fantasy IV. La Tombe de l'Opulence a 5 sous-sols et a besoin d'être parcouru quatre fois avant d'être complètement exploré, le Donjon du Feu a 10 niveaux et demande deux voyages pour le compléter, le Donjon de l'Eau a 20 niveaux et demande deux voyages, et le Donjon de l'Air a 40 niveaux et ne requiert qu'un seul voyage. Certains boss dans ce donjon, provenant de Final Fantasy V sont bien plus difficile que le boss final du jeu.
Final Fantasy II contient un bonus complètement original qui se trouve dans aucun remake contemporain. Une fois achevé, un donjon bonus intitulé Soul of Rebirth est accessible au joueur, doté des ennemis qui ont été tués pendant la quête principale. Le jeu est uniquement doté de 4 régions et la plupart du temps est dépensé pour s'entraîner à la seconde rencontre avec le boss final, un tome Ultima peut être accompli mais il demande la victoire sur l'Arme Ultime.

## Réaction des critiques
Les réactions à ce jeu ont été variées. La plupart des testeurs ont applaudi le jeu comme l'un des plus grands succès pour une compilation ces dernières années, louant les graphismes améliorés, bonus et le gameplay. D'autres croient que le jeu a mal vieilli et voient les changements dans la difficulté comme une faiblesse majeur de la compilation[réf. nécessaire].

## À noter
- Dans Final Fantasy I:
  - La présence d'une tombe sur laquelle est inscrit « Ci-gît Link », en référence au personnage de la série The Legend of Zelda dans le village de Elfia (la première à gauche d'une série de trois).